# Distretto di Shopian
Il distretto di Shopian è un distretto del Jammu e Kashmir, in India, di 246 041 abitanti. È situato nella divisione del Kashmir e il suo capoluogo è Shopian.